# Northrop MX-324

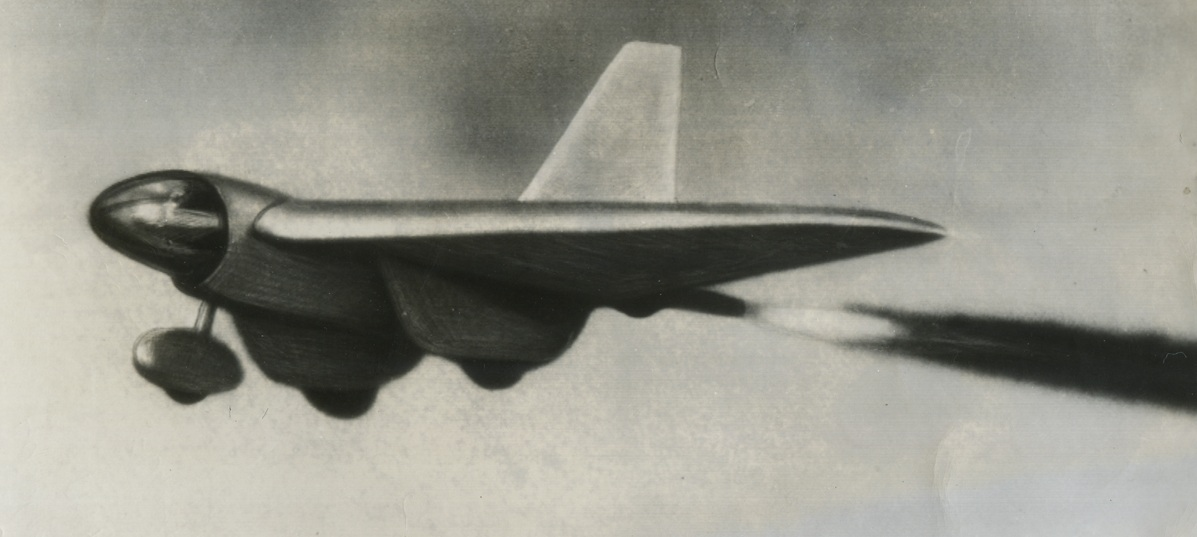
MX-324 im Flug

Die Northrop MX-324 war ein Experimentalflugzeug des US-amerikanischen Herstellers Northrop Aircraft Inc. aus der ersten Hälfte der 1940er Jahre. Als reines Nurflügelflugzeug entworfen, erhielt es für die Flugerprobung zusätzlich ein Seitenleitwerk.

## Geschichte
Das Unternehmen Aerojet Engineering entwickelte in den Jahren 1941 bis 1942 nach dem JATO-Triebwerk 12AS-1000 D-1 mit Feststoffantrieb auch ein Flüssigraketentriebwerk. Bei diesem verwendete Aerojet die spontan miteinander reagierenden Stoffe Monoethylanilin und rote rauchende Salpetersäure als Oxidationsmittel. Nach den ersten Prüfstandsläufen im Februar 1942 ging die Entwicklung zuerst ebenfalls in Richtung eines JATO-Booster-Packs (Starthilfe für Flugzeuge). Kurz danach erschien mit dem XCALR-2000A aber auch eine Ausführung mit regelbarem Schub, die insgesamt vier Brennkammern verwendete (2 × 3,3 kN und 2 × 1,1 kN). Die vier Brennkammern waren, leicht schräg gestellt, an einer horizontalen Welle angebracht und konnten als Einheit rotieren und so die Zentrifugalkräfte als Pumpe nutzen.
Am 15. September 1942 schlug Northrop den United States Army Air Forces ein schwanzloses Raketenflugzeug vor. Die frühesten Ideen gingen dahin einen Verlust-Abfangjäger zum Objektschutz (Model 14) zu entwickeln. Wenn die Raketen ausgebrannt waren, sollte eine Sprengladung die Maschine zerstören und der Pilot mittels Fallschirmabsprung zurückkehren. Das Konzept sah eine liegende Position für den Piloten vor, da bekannt war, dass so höhere Fliehkräfte beim Manövrieren ertragen werden konnten. Auf diese Art war es auch möglich, die Größe der Front- und Seitenflächen und die Trefferwahrscheinlichkeit durch feindliche Bordschützen zu minimieren. Die Maschine sollte eine Höchstgeschwindigkeit von 540 mph und eine Höhe von 40.000 ft. innerhalb von 6,1 Minuten erreichen. Mit Unterstützung seines Freundes Theodore von Kármán erreichte Northrop, dass General Arnold Interesse für dieses ausgefallene Konzept zeigte. Da das Northrop-Werk mit der Erfüllung anderer Aufträge bereits ausgelastet war, beschloss die USAAF die Entwicklung „in-house“ auf dem Wright-Field durchzuführen.
Der Materiel Division als Auftraggeber erschien der Entwurf so radikal, dass sie darauf bestand zuerst drei MX-324-Mock-ups aus Holz herzustellen und für Windkanal- und Flugversuche einzusetzen. So sollten genügend Daten mit dem geringstmöglichen technischen Risiko gesammelt werden. Trotz der vollständigen Auslastung des Hauptwerks konnten diese Holzarbeiten bei Northrop selbst ausgeführt werden.
Der im September 1942 vergebene Auftrag umfasste den Bau einer raketengetriebenen MX-324 und zwei MX-334 Gleitflugzeugen ohne Antrieb. Die MX-324 erhielt mit dem Aerojet XCALR-200 eine vereinfachte Variante des XCALR-2000A-1, die lediglich eine Brennkammer hatte und 0,9 kN (200 lbf) Schub lieferte. Das Triebwerk war nicht regelbar und verfügte über eine Brenndauer von fünf Minuten. Als Hauptwerkstoff für die Flugzeugzelle wurde in allen Fällen Sperrholz eingesetzt. Der die größten Lasten aufnehmende, zentrale Rumpfteil wurde jedoch als geschweißte Rohrkonstruktion hergestellt.
Die erste MX-334 flog zum ersten Mal am 2. Oktober 1943 auf dem Muroc Army Air Field mit dem Testpiloten John Myers am Steuer. Die MX-324 folgte am 30. November 1943 (oder 27. August 1943) mit einem Gleitflug ohne Antrieb. Der Erstflug mit Raketenantrieb erfolgte erst am 5. Juli 1944, nachdem die Maschine durch eine P-38 auf eine Höhe von 8.000 ft. geschleppt und dort ausgeklinkt wurde. Der Pilot Harry Crosby zündete das Triebwerk für einen vierminütigen Flug und führte damit den ersten Raketenflug eines US-amerikanischen Flugzeugs durch. Das schwache Triebwerk diente lediglich dazu den Gleitflug zu verlängern, die Höhe konnte damit nach dem Ausklinken nicht gehalten werden. Die ersten Erprobungsflüge bei höherer Geschwindigkeit zeigten die Instabilität der gewählten Nurflügelauslegung, so dass eine mit Drähten verspannte Leitwerksflosse aus Sperrholz zusätzlich installiert wurde.
Die MX-324 führte bis zum 27. Juli 1944 acht Gleitflüge und sieben angetriebene Flüge durch. Die beiden MX-334 absolvierten bis 19. Mai 1944 insgesamt 13 Flüge, die jeweils über fünf bis acht Minuten gingen und 480 km/h (300 mph) erreichten. Für alle Flüge musste zum Aufstieg eine Schleppmaschine eingesetzt werden.
Noch während der Erprobung der MX-334 verhandelte die Army mit Northrop über den Bau eines Prototyps für einen vollmaßstäblichen Ganzmetall-Abfangjäger. Es war jedoch von Beginn an klar, dass sämtliche Konstruktions- und Produktionsleistungen an einen Unterauftragnehmer vergeben werden mussten. Dieses Flugzeug sollte ein 8,9 kN (2000 lbf) leistendes XCALR-2000A-1 und zusätzlich zwei abwerfbare RATO-Booster mit jeweils 4,5 kN Schub als Antrieb erhalten. Als Leistungswerte wurden eine Höchstgeschwindigkeit von 860 km/h in einer Höhe von 6100 m und eine Gipfelhöhe von 12.200 m berechnet. Im Januar 1943 erteilte die Army den Auftrag über drei XP-79 mit der Projektnummer MX-365 an Northrop.
Details zur MX-324 wurden erst 12. Februar 1947, über 16 Monate nach Einstellung des Projekts, öffentlich bekannt gegeben.

## Technische Daten
| Kenngröße       | Daten                                                               |
| --------------- | ------------------------------------------------------------------- |
| Besatzung       | 1                                                                   |
| Länge           | 3,45 m                                                              |
| Spannweite      | 10,98 m                                                             |
| Flügelfläche    | 23,4 m²                                                             |
| Flügelstreckung | 5,2                                                                 |
| Startmasse      | 1200 kg                                                             |
| Triebwerke      | ein Aerojet XCALR-200 mit 0,9 kN Schub (MX-324) MX-334 ohne Antrieb |